# Nikolai Strahov

Nikolai Strahov

Nikolai Nikolaevici Strahov (rusă: Страхов Николай Николаевич) (n. 16 octombrie, 1828 - d. 24 ianuarie, 1896) a fost un filozof și critic literar rus. A fost prieten mult timp cu scriitorul Lev Tolstoi.